# スカラー場

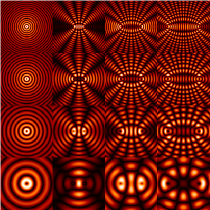
温度や圧力といったスカラー場を視覚化するために、明度・彩度や色相を使ってスカラー場の各点における強度を表すことが行われる。

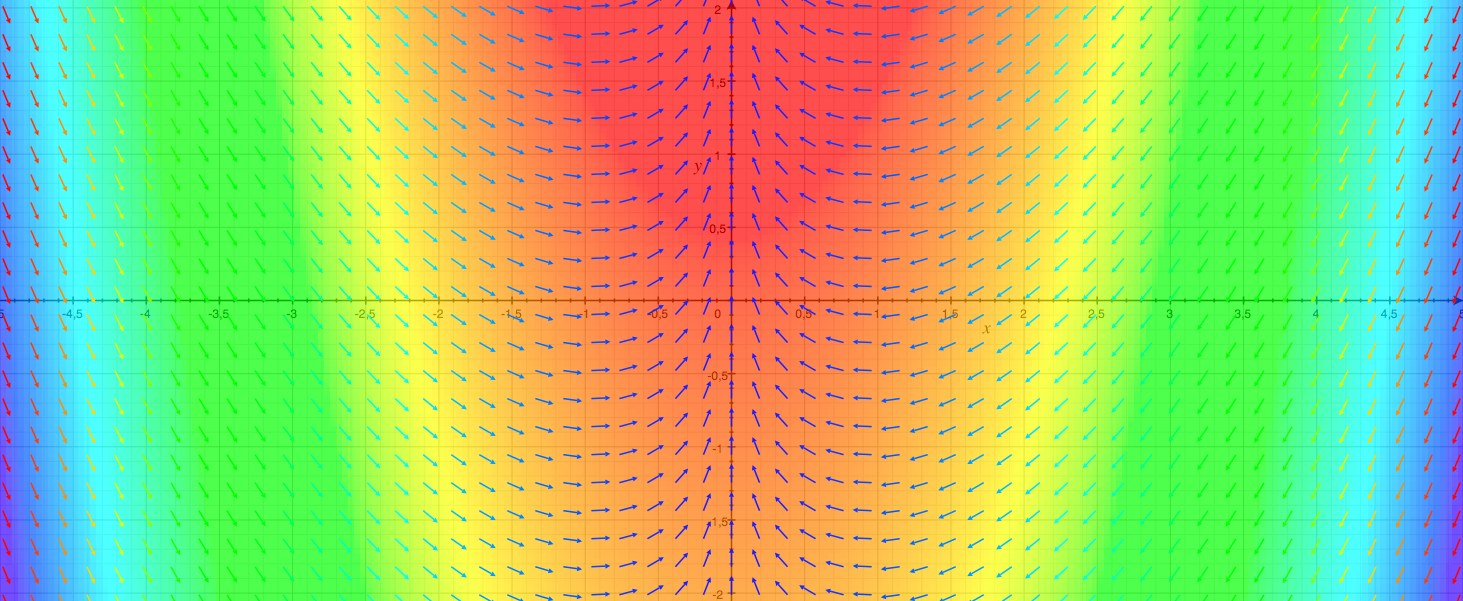
矢印の傾きの大きさ（スカラー）を色で表したもの。

スカラー場（スカラーば、英: scalar field）とは、数学および物理学において、空間の各点に数学的な数やなんらかの物理量のスカラー値を対応させた場である。スカラー場には「空間（あるいは時空）の同一点におけるスカラー場の値が、観測者が同じ単位を用いる限りにおいて必ず一致する」という意味で座標に依存しない (coordinate-independent) ことが要求される。物理学で用いられるスカラー場の例としては、空間全体にわたる温度分布や、液体の圧力分布、ヒッグス場のようなスピンを持たない量子場などが挙げられる。これらの場はスカラー場の理論における主題である。

## 定義
数学的には、領域 U 上のスカラー場というのは、U 上の実または複素数値の函数や超函数のことであり、その定義領域 U はユークリッド空間やミンコフスキー空間の部分集合とする（あるいはもっと一般の多様体の部分集合でもいい）。数学においてスカラー場を考えるときは、場に連続性や適当な階数の連続的微分可能性を課して考えるのが普通である。スカラー場は 0-階のテンソル場であり、密度束や微分形式、あるいはもっと一般のテンソル場と同様の概念として、単に函数として考えるというのとは異なることを表すのに「スカラー場」という呼称が使われる。
物理学的には、スカラー場はさらにそれがどのような物理単位についてのものであるかということによっても区別される。この文脈では、スカラー場は物理系がどのような座標系において記述されているかに依存してはならない（つまり、ふたりの観測者が同じ物理単位を用いる限り、物理空間の任意に与えられた点において、ふたりが観測するスカラー場の値は必ず一致していなければならない）。スカラー場は（領域の各点にベクトルが付随する）ベクトル場やテンソル場、スピノル場といったものと（あるいは少々微妙だが擬ベクトル場とも）対照を成すものである。

## 物理学における応用
物理学では、何らかの力によるポテンシャルエネルギーを表現するのによく使われる。力場はベクトル場であるが、なにかのスカラー場の勾配を取ったものとして表現できる。つまりベクトル場 F について、スカラー場 ψ との間に次のような関係があるとき、ψ を特に場 F のスカラーポテンシャルと言う。
{\displaystyle {\boldsymbol {F}}=-\nabla \psi }
ただし、ここで {\displaystyle \nabla }はナブラと呼ばれ、
{\displaystyle \nabla ={\boldsymbol {i}}{\frac {\partial }{\partial x}}+{\boldsymbol {j}}{\frac {\partial }{\partial y}}+{\boldsymbol {k}}{\frac {\partial }{\partial z}}}
として定義される。i, j, kはそれぞれx, y, z方向の単位ベクトルである。
- ポテンシャル場 重力や電磁力によって生じる力を表すスカラー場。
- 気象学での気温、湿度や気圧の場。

### 量子力学と相対性理論における応用
場の量子論におけるスカラー場は中間子やヒッグス粒子といったスピンを持たない粒子を表している。スカラー場は、それが時空上の実関数として、あるいは複素関数として表されるかどうかにより実スカラー場または複素スカラー場と呼ばれる。複素スカラー場は電荷を持った粒子を表しており、これには標準模型のヒッグス場や強い相互作用に介在するパイ中間子などがこれに含まれる。
素粒子に関する標準模型の理論において、スカラー場は湯川相互作用と自発的対称性の破れの組み合わせによりレプトンに質量を付加するメカニズム（ヒッグス機構）として働く。これは、未だ発見されていないスピン0のヒッグス粒子と呼ばれる粒子の存在を仮定したうえで導かれるものである。
スカラー場を用いて重力場を表す一連の理論は重力のスカラー理論と呼ばれる。一方、テンソル場とスカラー場の両方を用いて重力相互作用を記述する理論がスカラー・テンソル理論である。これにはカルツァ＝クライン理論を一般化したジョルダン理論や、ブランス＝ディッケ理論などが含まれる。スカラー・テンソル理論におけるスカラー場はたとえば標準模型のヒッグス場として現れるが、これは質量を獲得する粒子との間で重力的かつ短距離的（湯川ポテンシャル的）に相互作用する。
超弦理論におけるスカラー場に、テンソルの量子アノマリーを保持しつつ、弦の共形対称性を破る機構であるディラトン場が挙げられる。
また、スカラー場は地平線問題を解決し宇宙定数の非自明性の仮説的な説明を与えており、宇宙のインフレーションに寄与していると考えられている。この文脈での質量を持たない（遠隔相互作用を表す）スカラー場はインフラトンと呼ばれている。いっぽう、近接相互作用をあらわす質量を持ったスカラー場（例えばヒッグス場の類似）も提唱されている。

## 別な種類の「場」
- ベクトル場は空間の各点にベクトルを対応させる。ベクトル場の例としては、電磁場やニュートン的な重力場などが挙げられる。
- テンソル場では空間の各点にテンソルが結び付けられる。たとえば、一般相対論的な重力場はテンソル場（特にリーマン曲率テンソル場）になっている。カルツァ＝クライン理論での時空は五次元に拡張され、そのリーマン曲率テンソルは（電磁場に対するマクスウェル方程式と同様に）通常の四次元重力場の成分ともうひとつの余分な成分とに分けることができる。この余分に付け加えられたスカラー場は「ディラトン」として知られる。このようなディラトン・スカラーは弦理論における質量無しボソン場の中からも見つかる。